# Aster
Aster este un gen de plante din familia Asteraceae, ordinul Asterales.

## Specii
A. ageratoides •  
A. aitchisonii •  
A. alatipes •  
A. albanicus •  
A. albescens •  
A. alpinus •  
A. amellus •  
A. ananthocladus •  
A. andicola •  
A. andohahelensis •  
A. aragonensis •  
A. arenosus •  
A. argyropholis •  
A. asa-grayi •  
A. asteroides •  
A. auriculatus •  
A. baccharoides •  
A. bakerianus •  
A. barbatus •  
A. barbellatus •  
A. baronii •  
A. batangensis •  
A. bietii •  
A. bipinnatisectus •  
A. blepharophyllus •  
A. bowiei •  
A. brachytrichus •  
A. brevis •  
A. bulleyanus •  
A. caucasicus •  
A. chimanimaniensis •  
A. colchicus •  
A. comptonii •  
A. confertifolius •  
A. creticus •  
A. curtus •  
A. diplostephioides •  
A. dolichophyllus •  
A. dolichopodus •  
A. erucifolius •  
A. falcifolius •  
A. falconeri •  
A. fanjingshanicus •  
A. farreri •  
A. filipes •  
A. flaccidus •  
A. formosanus •  
A. frutescens •  
A. fulgidulus •  
A. fuscescens •  
A. giraldii •  
A. glehnii •  
A. gracilicaulis •  
A. grisebachii •  
A. gymnocephalus •  
A. handelii •  
A. harveyanus •  
A. hayatae •  
A. heliopsis •  
A. hersileoides •  
A. heterolepis •  
A. himalaicus •  
A. hololachnus •  
A. homochlamydeus •  
A. hunanensis •  
A. hypoleucus •  
A. iinumae •  
A. indamellus •  
A. intricatus •  
A. ionoglossus •  
A. itsunboshi •  
A. jeffreyanus •  
A. juchaihu •  
A. kantoensis •  
A. koraiensis •  
A. laevigatus •  
A. laka •  
A. langaoensis •  
A. lanuginosus •  
A. latibracteatus •  
A. lavanduliifolius •  
A. likiangensis •  
A. limosus •  
A. lingulatus •  
A. linosyris •  
A. lipskyi •  
A. luzonensis •  
A. lydenburgensis •  
A. maackii •  
A. madagascariensis •  
A. magnus •  
A. mandrarensis •  
A. mangshanensis •  
A. megalanthus •  
A. menelii •  
A. microcephalus •  
A. milanjiensis •  
A. miyagii •  
A. molliusculus •  
A. morrisonensis •  
A. motuoensis •  
A. moupinsensis •  
A. neoelegans •  
A. nigromontanus •  
A. nitidus •  
A. nubimontis •  
A. oleifolius •  
A. oreophilus •  
A. ovalifolius •  
A. panduratus •  
A. patulus •  
A. peduncularis •  
A. peglerae •  
A. perfoliatus •  
A. philippinensis •  
A. platylepis •  
A. pleiocephalus •  
A. poliothamnus •  
A. polius •  
A. prainii •  
A. prorerus •  
A. pseudobakerianus •  
A. pubentior •  
A. punctatus •  
A. pycnophyllus •  
A. pyrenaeus •  
A. quitensis •  
A. retusus •  
A. riparius •  
A. rockianus •  
A. saboureaui •  
A. salwinensis •  
A. sampsonii •  
A. satsumensis •  
A. savatieri •  
A. sedifolius •  
A. semiamplexicaulis •  
A. senecioides •  
A. shastensis •  
A. sikkimensis •  
A. sikuensis •  
A. sinianus •  
A. smithianus •  
A. sodiroi •  
A. souliei •  
A. spathulifolius •  
A. sphaerotus •  
A. steeleorum •  
A. stracheyi •  
A. sugimotoi •  
A. sutchuenensis •  
A. tagasagomontanus •  
A. taiwanensis •  
A. taliangshanensis •  
A. tansaniensis •  
A. tarbagatensis •  
A. tataricus •  
A. techinensis •  
A. tenuipes •  
A. thomsonii •  
A. tientschuanensis •  
A. tolmatschevii •  
A. tongolensis •  
A. tricephalus •  
A. trichoneurus •  
A. trinervius •  
A. tripolium •  
A. tsarungensis •  
A. turbinatus •  
A. veitchianus •  
A. velutinosus •  
A. vestitus •  
A. viscidulus •  
A. vvedenskyi •  
A. willkommii •  
A. woroschilowii •  
A. yakushimensis •  
A. yomena •  
A. yoshinaganus •  
A. yunnanensis •  
A. zayuensis •  
A. zuluensis •

## Imagini

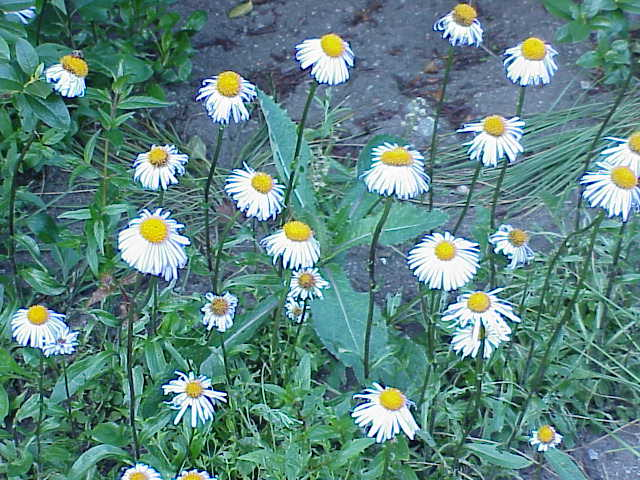
Aster tongolensis
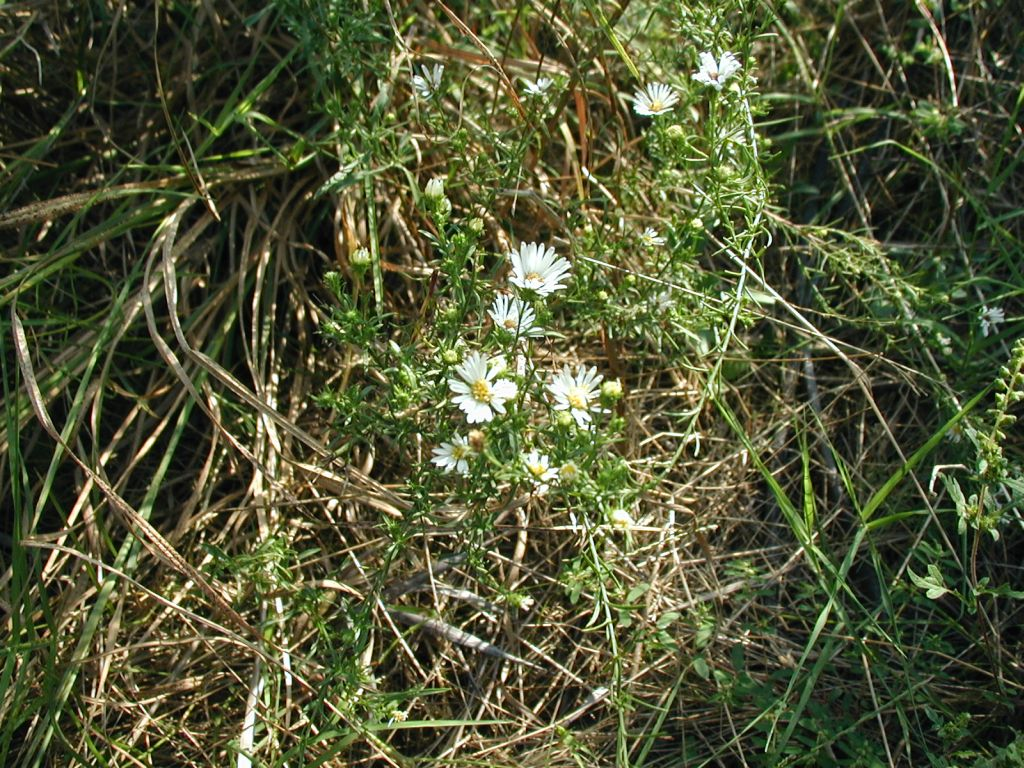
Aster ericoides
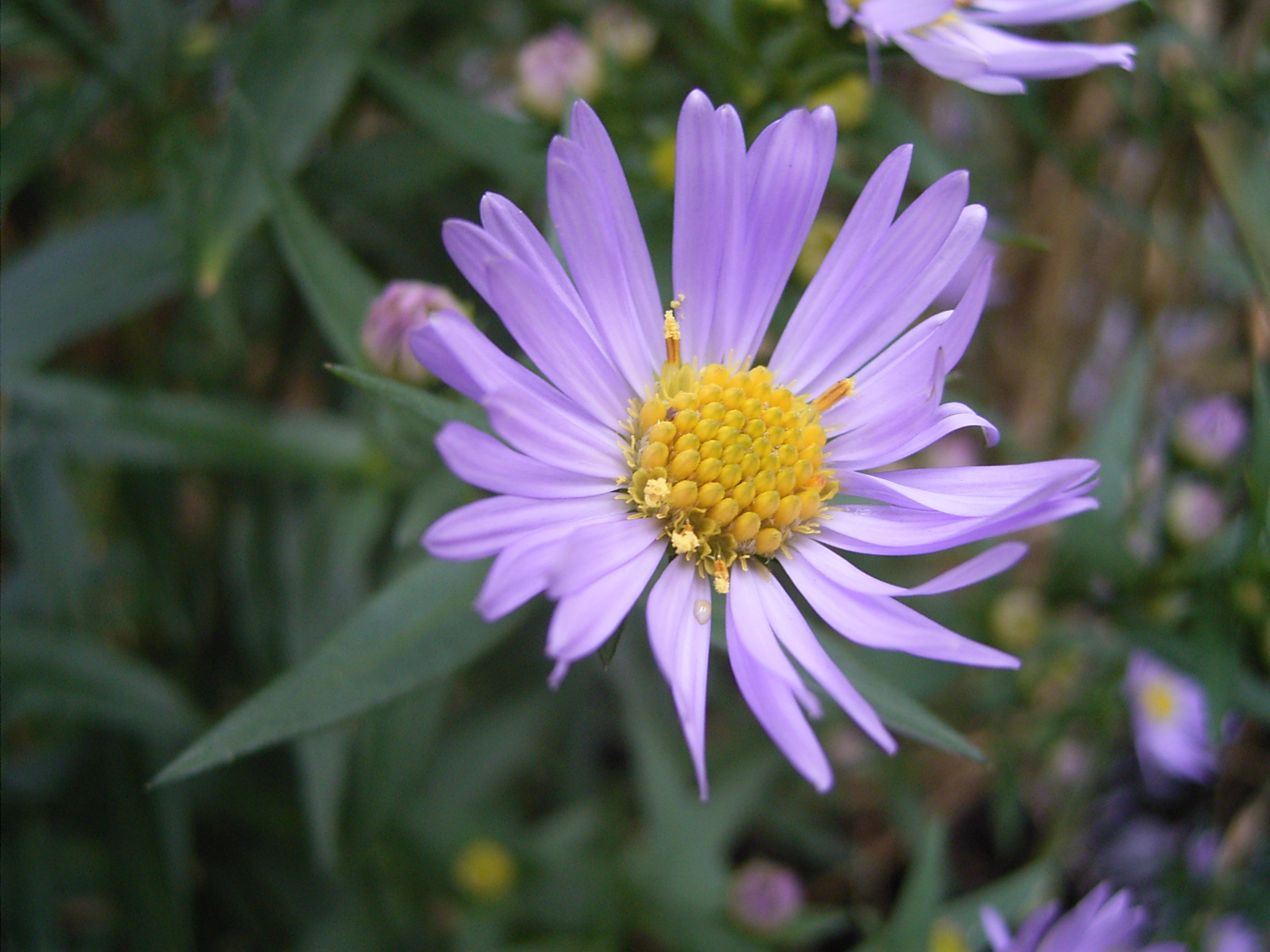
Aster novi-belgii